# اتحادیه هواپیمایی

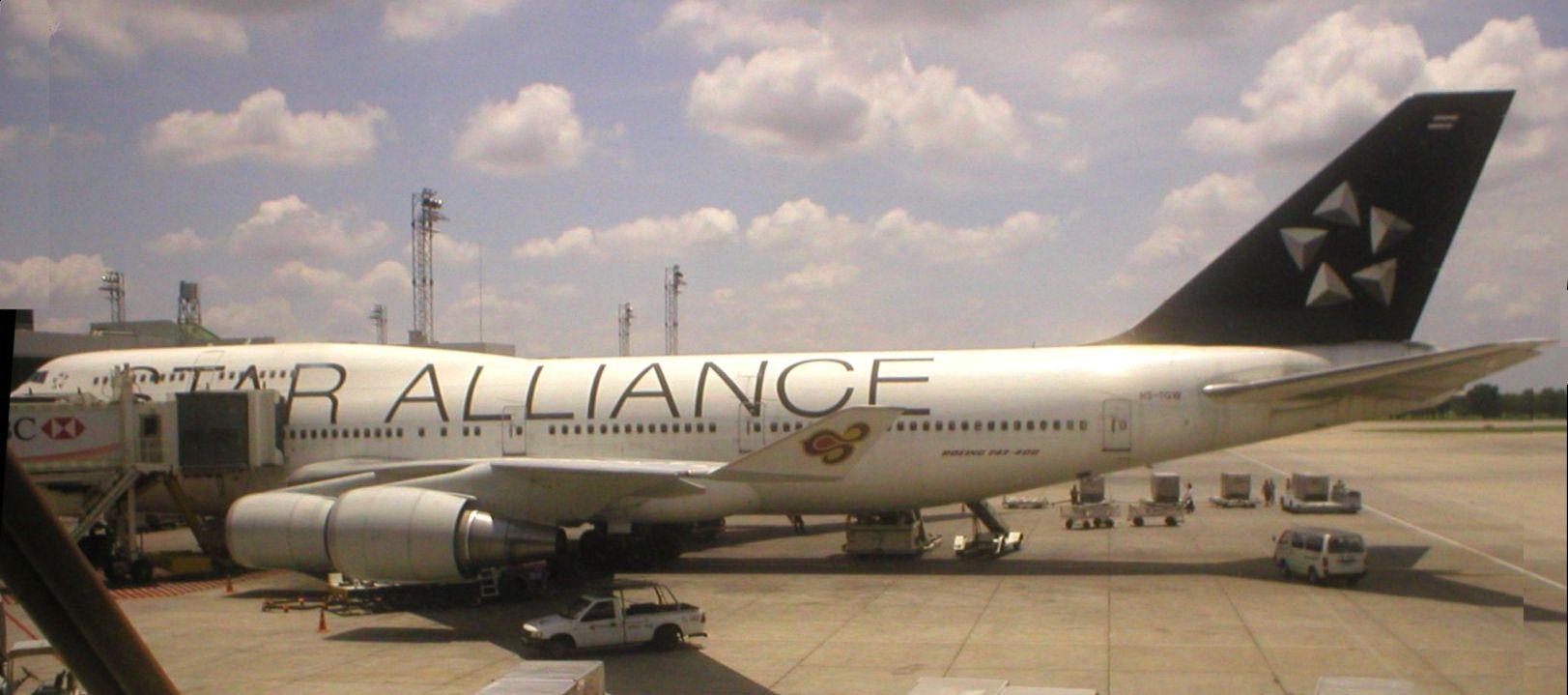
هواپیما با رنگ‌آمیزی استار الایانس، یکی از بزرگ‌ترین اتحادهای هوایی

اتحادیه هواپیمایی (انگلیسی: Airline alliance) نوعی از مشارکت در صنعت هوانوردی است، که بین دو یا چند شرکت هواپیمایی، با هدف همکاری مشترک در سطوح بالا، منعقد می‌شود.

### استار الاینس
استار الاینس اولین و بزرگ‌ترین اتحاد شرکت‌های هواپیمایی در جهان می‌باشد، که در سال ۱۹۹۷ از مشارکت ۵ شرکت هواپیمایی: تای ایرویز اینترنشنال، هواپیمایی اسکاندیناوی، ایر کانادا، لوفت‌هانزا و یونایتد ایرلاینز راه‌اندازی شد.

### وان ورلد
وان‌ورلد در تاریخ ۱ فوریه ۱۹۹۹ به عنوان دومین اتحادیه بزرگ هواپیمایی فعالیت خود را آغاز نمود. اتحاد وان‌ورلد از خطوط هوایی: امریکن ایرلاینز، بریتیش ایرویز، فن‌ایر، هواپیمایی ایبریا، خطوط هوایی ژاپن، کانتاس، قطر ایرویز و الملکیه الاردنیه تشکیل شد.

### اسکای تیم
اسکای‌تیم به عنوان سومین اتحادیه هواپیمایی، در سال ۲۰۰۰ با مشارکت شرکت‌های ایر فرانس، دلتا ایرلاینز، هواپیمایی کره و ارومکزیکو تأسیس شد.

### وانیلا الاینس
وانیلا الاینس به‌عنوان چهارمین اتحادیه هواپیمایی در سال ۲۰۱۵ تأسیس شد.

### یوفلای الاینس
یوفلای الاینس در سال ۲۰۱۶، با مشارکت هنگ کنگ اکسپرس، لاکی ایر، اورومچی ایر و وست ایر تأسیس شد.

### ولو الاینس
ولو الاینس در سال ۲۰۱۶، به‌عنوان پنجمین اتحادیه هواپیمایی با مشارکت سبو پسیفیک، ججو ایر، نوک ایر، نوک‌اسکوت، اسکوت، تایگرایر سنگاپور، تایگرایر استرالیا و وانیلا ایر تأسیس شد.